# Söllingen
Söllingen es un municipio situado en el distrito de Helmstedt, en el estado federado de Baja Sajonia (Alemania), a una altitud de 100 metros. Su población a finales de 2016 era de unos 1700 habitantes y su densidad poblacional, 40 hab/km².
Se encuentra ubicado a poca distancia al oeste del estado de Sajonia-Anhalt.